# Акихиро Ендо
Акихиро Ендо (јап. 遠藤 彰弘; 18. септембар 1975) јапански је фудбалер.

## Каријера
Током каријере играо је за Јокохама Ф. Маринос и Висел Кобе.

## Репрезентација
Са репрезентацијом Јапана наступао је на олимпијским играма 1996.